# 锡格河畔卡茨温克尔
锡格河畔卡茨温克尔是德国莱茵兰-普法尔茨州的一个市镇。总面积15.80平方公里，总人口1913人，其中男性909人，女性1004人（2011年12月31日），人口密度121人/平方公里。